# 池満綾乃
池満 綾乃（いけみつ あやの、1991年4月18日 - ）は、日本の陸上競技選手である。
彼女は、2019年世界陸上競技選手権大会で女子マラソンに出場した。

## 参照資料
1. ↑  “Ayano Ikemitsu”.   IAAF. 2019年9月28日閲覧。
2. ↑  “Marathon Women - Final”. IAAF (Doha 2019). 2019年9月28日閲覧。